# Alí Fergání
Alí Fergání (Onnaing, 1952. szeptember 21. – ) francia születésű, algériai válogatott labdarúgó, edző.

## Pályafutása

### Klubcsapatban
Onnaingban született, Franciaországban. 1969 és 1979 között a Hussein Dey, 1979 és 1987 között a JS Kabylie csapatában játszott. A JS Kabylie játékosaként megszerezte a bajnokcsapatok Afrika-kupája serlegét (1981) és öt alkalommal nyerte meg az algériai bajnokságot (1980, 1982, 1983, 1985, 1986).

### A válogatottban
1973 és 1986 között 72 alkalommal szerepelt az algériai válogatottban és 7 gólt szerzett. Részt vett az 1980. évi nyári olimpiai játékokon, az 1982-es világbajnokságon, az 1980-as, az 1982-es, az 1984-es és az 1986-os afrikai nemzetek kupáján.

### Edzőként
Edzőként számos algériai és tunéziai klubcsapatnál dolgozott. Irányításával 1990-ben a JS Kabylie megnyerte a bajnokcsapatok Afrika-kupáját, az USM Alger csapatával pedig 2002-ben bajnoki címet szerzett. 1995 és 1996 között, illetve 2004 és 2005 között az algériai válogatott szövetségi kapitánya volt.

## Sikerei, díjai

### Játékosként
JS Kabylie
- Bajnokcsapatok Afrika-kupája (1): 1981
- CAF-szuperkupa (1): 1982
- Algériai bajnok (5): 1979–80, 1981–82, 1982–83, 1984–85, 1985–86

Algéria
- Afrikai nemzetek kupája döntős (1): 1980
- Afrikai nemzetek kupája bronzérmes (1): 1984

### Edzőként
JS Kabylie
- Bajnokcsapatok Afrika-kupája (1): 1990

USM Alger
- Algériai bajnok (1): 2001–02

Algéria
- Afrikai nemzetek kupája győztes (1): 1990